# Las Quintanillas
Las Quintanillas település Spanyolországban, Burgos tartományban. Las Quintanillas Alfoz de Quintanadueñas, Tardajos, Rabé de las Calzadas, Hornillos del Camino, Isar és Pedrosa de Río Úrbel községekkel határos. Lakosainak száma 388 fő (2024).

## Népesség
A település népessége az utóbbi években az alábbiak szerint változott:
| Lakosok száma | 355  | 372  | 385  | 396  | 404  | 389  | 391  | 370  | 379  | 388  |
|               | 2001 | 2004 | 2006 | 2009 | 2011 | 2014 | 2016 | 2019 | 2021 | 2024 |